# Wümbach
Wümbach ist ein Ortsteil der Stadt Ilmenau im Ilm-Kreis in Thüringen.

## Geografie

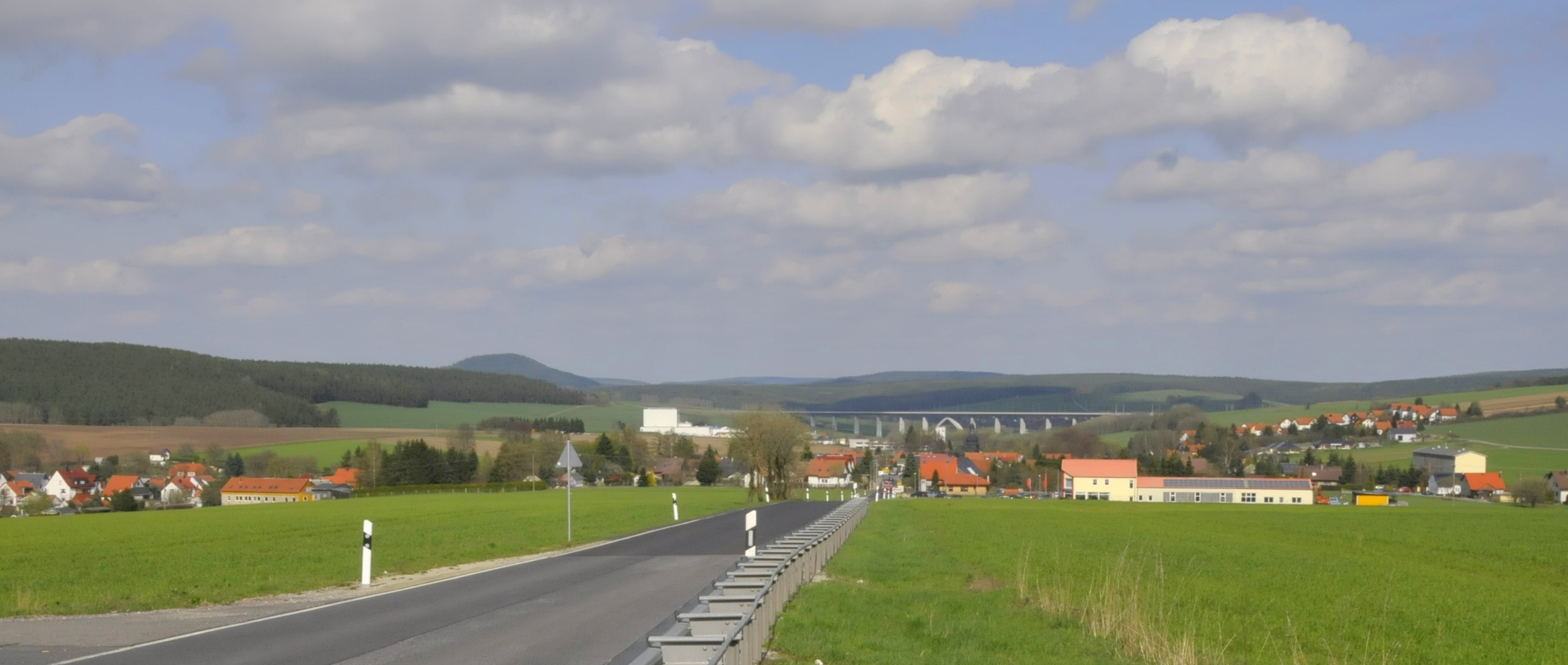
Ortsansicht aus Südwest. Im Hintergrund der Singener Berg

Wümbach liegt drei Kilometer westlich von Gräfinau-Angstedt im Tal des Wümbachs, einem Bach, der circa drei Kilometer östlich in die Ilm mündet. Drei Kilometer westlich des Ortes liegt die Stadt Ilmenau. Wümbach liegt in ca. 460 Metern Höhe. Südöstlich erhebt sich der 504 Meter hohe Wümberg. Nördlich des Ortes liegt der 527 Meter hohe Wolfsberg. Nordöstlich von Wümbach verläuft die Wümbachtalbrücke der Schnellfahrstrecke Nürnberg–Erfurt, welche an dieser Stelle bereits auf dem Gebiet von Gräfinau-Angstedt liegt.

## Geschichte
Wümbach wurde im Jahre 1282 erstmals erwähnt. Die Geschichte Wümbachs fing mit dem Namen Wintbach an. Während seiner Geschichte änderte sich der Name öfters, erst seit 1839 trägt Wümbach seinen heutigen Namen. Bis 1920 gehörte Wümbach zum Amt Gehren in der Oberherrschaft des Fürstentums bzw. Freistaats Schwarzburg-Sondershausen. Von 1920 bis 1952 gehörte der Ort zum Landkreis Arnstadt. Der Landkreis wurde 1952 geteilt und Wümbach gehörte fortan zum Kreis Ilmenau. Ab 1990 bestand mit der unterfränkischen Gemeinde Leinach eine Partnerschaft. 1994 wurden die Kreise Ilmenau und Arnstadt unter dem Namen Ilm-Kreis wieder vereint. Wümbach schloss sich am 6. April 1994 mit Bücheloh und Gräfinau-Angstedt zur neuen Gemeinde Wolfsberg zusammen. Diese wurde am 6. Juli 2018 mit weiteren Gemeinden in die Stadt Ilmenau eingegliedert.
1841 hatte Wümbach 90 Häuser und 442 Einwohner.

## Politik

### Ortsteilbürgermeister und Ortsteilrat
Der ehrenamtliche Ortsteilbürgermeister ist Alexander König. Er wurde zuletzt bei den Kommunalwahlen in Thüringen am 26. Mai 2024 im Amt bestätigt. Zusammen mit sechs weiteren Mitgliedern bildet er den Ortsteilrat von Wümbach.

### Wappen
Blasonierung: „Geteilt von Blau über Gold; oben ein rechtsgewendeter schreitender goldener Löwe, unten ein blauer Wellenbalken, begleitet oben von vier und unten von drei grünen Lindenblättern.“
Redendes Element im Wappen ist der blaue Wellenbalken. Dieser ist begleitet von sieben Lindenblättern, die auf die Motivik der sieben Linden in einem älteren Gemeindesiegel zurückgehen. Der Löwe lehnt sich an das Stammwappen der Schwarzburger Grafen an und verweist auf die jahrhundertelange Zugehörigkeit Wümbachs zum Schwarzburger Herrschaftsgebiet.
Das Wappen wurde vom Heraldiker Frank Diemar gestaltet.

## Evangelische Kirche
Am Anger des als Straßendorf angelegten Dorfes steht die barocke Kirche von Wümbach.  Mit dem Dorfgemeinschaftshaus bildet sie den Mittelpunkt des Dorfes. Aus dem Jahr 1599 stammen die ältesten Gebäudeteile. Andere Zeitangaben weisen auf die Jahre 1727 und 1756 hin. Ende des 19. Jahrhunderts erhielt das Kircheninnere seine farbliche Gestaltung, die Ende der 1990er Jahre erneuert wurde. Die Orgel des Orgelbauers Johann Stephan Schmaltz aus Wandersleben wurde 1758 eingebaut. Anton Ludwig Ernst Trutschel erlernte hier das Orgelspiel. Die Orgel wurde um 1860 durch den Orgelbauer Friedrich Wilhelm Holland aus Schmiedefeld am Rennsteig fast völlig erneuert, 2006 und 2007 restauriert und im Juli 2007 im Rahmen der 725-Jahr-Feier des Ortes eingeweiht.

## Wirtschaft und Verkehr
In Wümbach befindet sich das Gewerbegebiet „Wümbach-Ost“ mit einer Fläche von 6,83 ha, auf dem sich mehrere Unternehmen angesiedelt haben. Daneben existieren im Ort einige kleinere Gewerbebetriebe sowie ein Landwirtschaftsbetrieb.
In Wümbach treffen sich Straßen aus Ilmenau, Gräfinau-Angstedt, Langewiesen und Bücheloh.
Seit Dezember 2017 ist die Eisenbahn-Schnellfahrstrecke Nürnberg–Erfurt in Betrieb, welche ungefähr 1 km östlich des Ortes verläuft. Am Rande des Ortes befindet sich der Bahnhof Ilmenau-Wolfsberg, der als reiner Überholbahnhof genutzt wird.

## Deponie Wolfsberg
Auf dem Gemeindegebiet befand sich bis zum 1. Mai 2005 die Kreismülldeponie des südlichen Ilm-Kreises, die nach einem neuen Thüringer Gesetz jedoch nicht mehr genutzt werden darf und geschlossen worden ist. Der Müll aus dem Ilm-Kreis wird in einer neu erbauten Sammelstation auf dem Gelände gesammelt und per Eisenbahn zur Verbrennung nach Leuna abtransportiert.

## Sonstiges
In einer Ortsbeschreibung des Jahres 1841 findet sich ein Hinweis auf einen Grabstein auf welchem ein Mann und ein Ochse abgebildet waren und der folgende Inschrift trug:
„Durch dieses Ochsen Stoß, kam ich in den Himmelsschoß. Ging ein zur seligen Ruh, durch dich, du Rindvieh du“.